# Lorisowate
Lorisowate, lorisy, małpiatki lori (Lorisidae) – rodzina nadrzewnych ssaków z podrzędu lemurowych (Strepsirrhini) w rzędzie naczelnych (Primates). W zapisie kopalnym znane od miocenu.

## Zasięg występowania
Lorisowate zamieszkują południowo-wschodnią Azję (Indie i archipelagi wysp) i Afrykę (bez Madagaskaru).

## Cechy charakterystyczne
Ogon krótki, uwsteczniony; żywią się głównie owadami i drobnymi kręgowcami. Prowadzą nadrzewny, nocny tryb życia, poruszają się powoli, podobnie do leniwców.

## Systematyka
Do rodziny lorisowatych należą następujące występujące współcześnie podrodziny:
- Perodicticinae J.E. Gray, 1870
- Lorisinae J.E. Gray, 1821

Opisano również podrodzinę wymarłą:
- Mioeuoticinae Harrison, 2010

oraz wymarły rodzaj o niepewnej pozycji systematycznej i niesklasyfikowany w żadnej z powyższych podrodzin:
- Namaloris Pickford, 2015[8] – jedynym przedstawicielem był Namaloris rupestris Pickford, 2015.